# Stefan Konarske
"Stefan Konarske" (Stade, 28 de fevereiro de 1980 - ) é um ator alemão.

## Biografia
Konarske estudou em Paris antes de retornar à Alemanha, onde começou como jovem ator em uma companhia de teatro particular de Hamburgo. Ele então estudou na Academia de Artes Dramáticas Ernst Busch, graduando-se em 2006. Enquanto estudava, ele apareceu no papel principal Baal na mesma peça titulada por Bertolt Brecht. Na temporada de 2006-2007, ele também estreou no Deutsches Theater no papel de Orest em "Drei Sterne suchen einen Koch", dirigido por Michael Thalheimer. Por este papel, ele foi nomeado "Jovem Ator do Ano 2007" pela revista Theatre. Ele então apareceu como parte do Ensemble do Deutsche Theatre Berlin, na adaptação de 2008 da peça teatral Werther no papel principal. Foi transmitido no canal de teatro ZDF. Por seu papel, ele foi indicado como "Melhor Ator Jovem - Filme de Televisão" durante o Undine Awards na Áustria.
Konarske apareceu em vários filmes, curtas, séries de TV e peças teatrais, principalmente entre 2012 e 2017, como Daniel Kossik, na série policial alemã de longa data Tatort, e em filmes como Valerian e a Cidade os Mil Planetas e como Friedrich Engels no filme de 2017, The Young Karl Marx.

## Filmografia
| Ano       | Produção                                   | Personagem         | Nota             |
| --------- | ------------------------------------------ | ------------------ | ---------------- |
| 2006-2011 | Tatort                                     | Vários personagens |                  |
| 2008      | Was ihr wollt                              | Viola              | Filme para TV    |
| 2008      | KDD – Kriminaldauerdienst                  | Ansgar Reiter      | Série de TV      |
| 2009      | Same Same But Different                    | Ed                 |                  |
| 2017      | Valerian e a Cidade os Mil Planetas        | Capitão Zito       |                  |
| 2017      | O Jovem Karl Marx                          | Friedrich Engels   |                  |
| 2018      | Mein Bruder heißt Robert und ist ein Idiot | Adolf              |                  |
| 2018      | Die Chefin                                 | Peter Lichter      | Série de TV      |
| 2018      | Victor Hugo, ennemi d'État                 | Napoleão Bonaparte | Série de TV      |
| 2019      | Mein Ende. Dein Anfang                     |                    | Piloto           |
| 2020      | Freud                                      | Príncipe Rodolfo   | Série na Netflix |